# Ommatius lividipes
Ommatius lividipes är en tvåvingeart som beskrevs av Jacques-Marie-Frangile Bigot 1892. Ommatius lividipes ingår i släktet Ommatius och familjen rovflugor. Inga underarter finns listade i Catalogue of Life.